# Nicea de l'Hidaspes

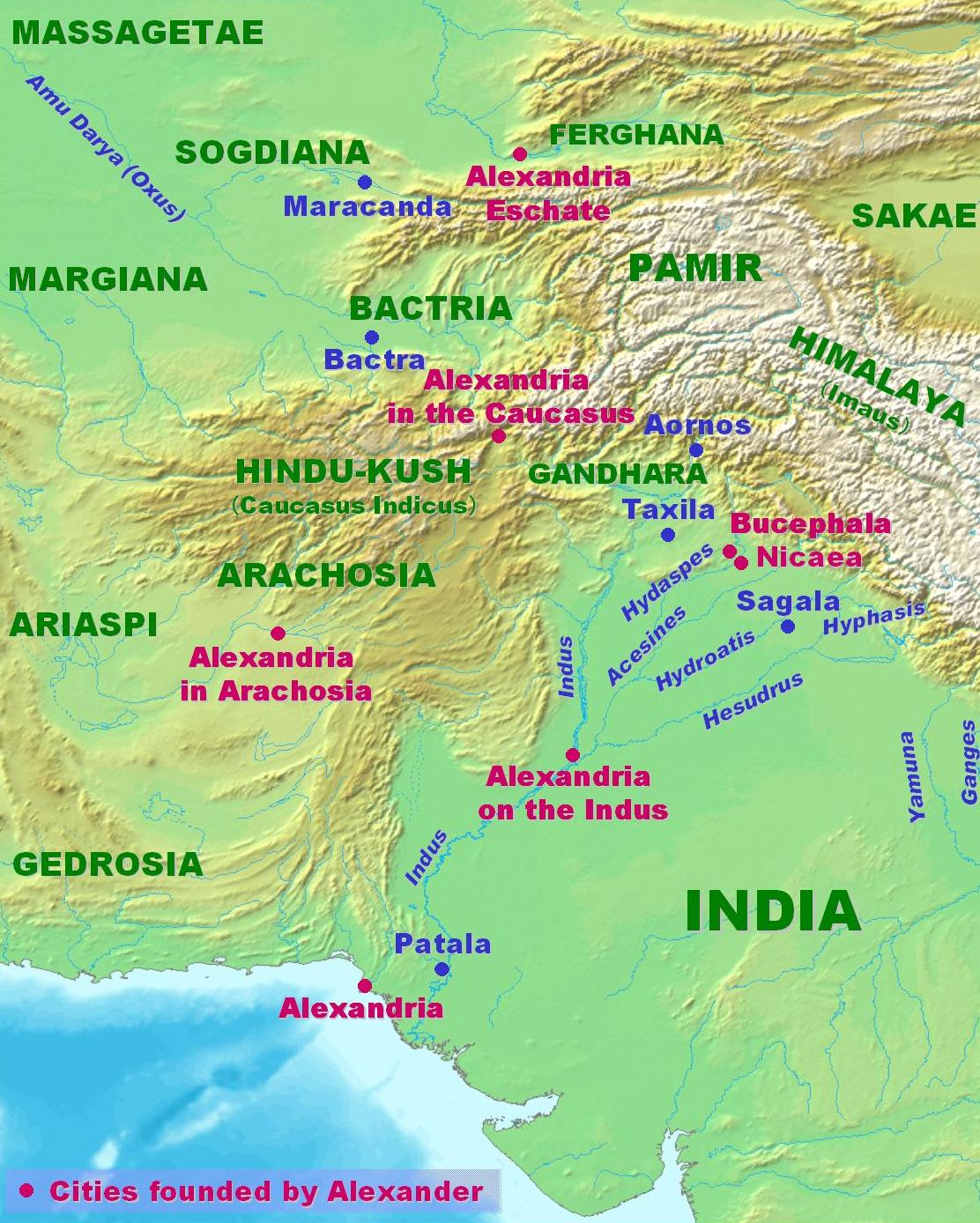
Ciutats fundades per Alexandre el Gran.

Nicea — Νίκαια, Nikaia en grec — fou una ciutat de l'Imperi macedònic d'Alexandre a la vora del riu Hidaspes (Jhelum) construïda per Alexandre el Gran per commemorar la seva victòria sobre el rei Poros d'Hidaspes. A l'altre costat del riu hi havia la ciutat de Bucefàlia. Ambdues ciutats estaven situades al que seria l'actual Panjab. El seu emplaçament no ha estat identificat.